# Santuario dei Quattordici Santi
Il santuario dei Quattordici Santi (o dei Quattordici Santi Salvatori, Basilika Vierzehnheiligen in lingua tedesca) è una chiesa di stile tardo-barocco all'esterno e rococò all'interno, sita su una collina nel comune bavarese di Bad Staffelstein, Circondario di Lichtenfels nell'Alta Franconia, eretta nel XVII secolo su progetto dell'architetto Johann Balthasar Neumann (1687-1753) e dedicata ai quattordici santi salvatori. Attualmente gestito dall'Ordine francescano, è meta di circa mezzo milione di visitatori all'anno.
Dal 1897 è basilica minore.

## Descrizione
La chiesa è uno dei massimi esempi del rococò tedesco. Molto particolare è il fatto che al centro di essa, dove di solito vi sono i banchi dei fedeli è stato collocato invece l'altare-baldacchino che ricopre il luogo dell'apparizione, visibile attraverso una grata. 
In cima al baldacchino vi è la statua di Gesù Bambino e intorno vi sono i quattordici santi raffigurati con i simboli del martirio o della leggenda: Sant'Acazio (croce), Sant' Egidio (pastorale),  Santa Barbara (torre), San Biagio vescovo (frecce), San Cristoforo (Gesù Bambino in spalla), S. Ciriaco diacono (palma), San Dionigi vescovo (capo mozzato), Sant'Erasmo o Sant'Elmo vescovo (angelo), Sant'Eustachio (cervo), San Giorgio (lancia), Santa Caterina di Alessandria (ruota), Santa Margherita di Antiochia (drago), San Pantaleone (chiodo), San Vito (palma).

## Storia del santuario

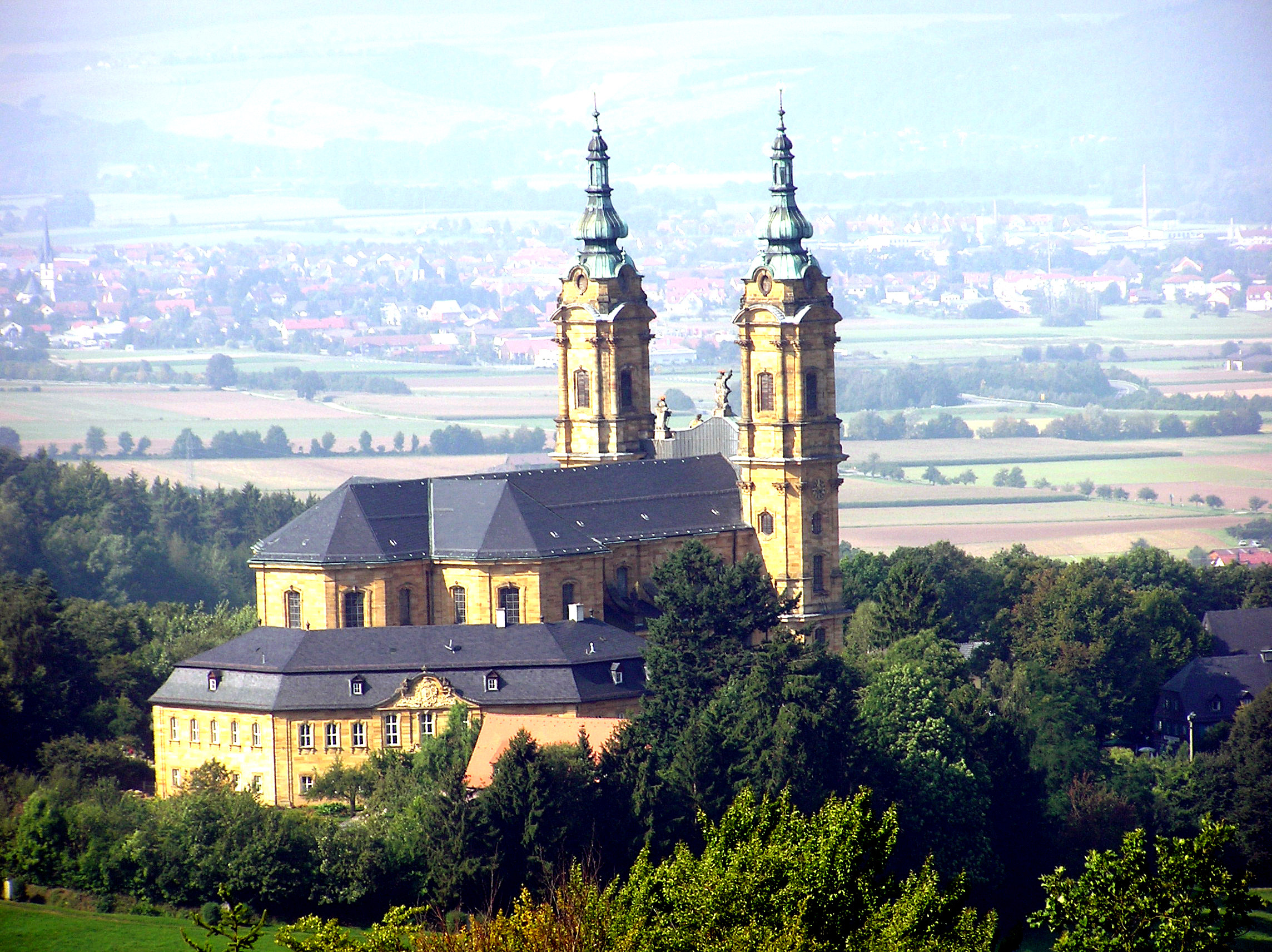
Il santuario visto da sud

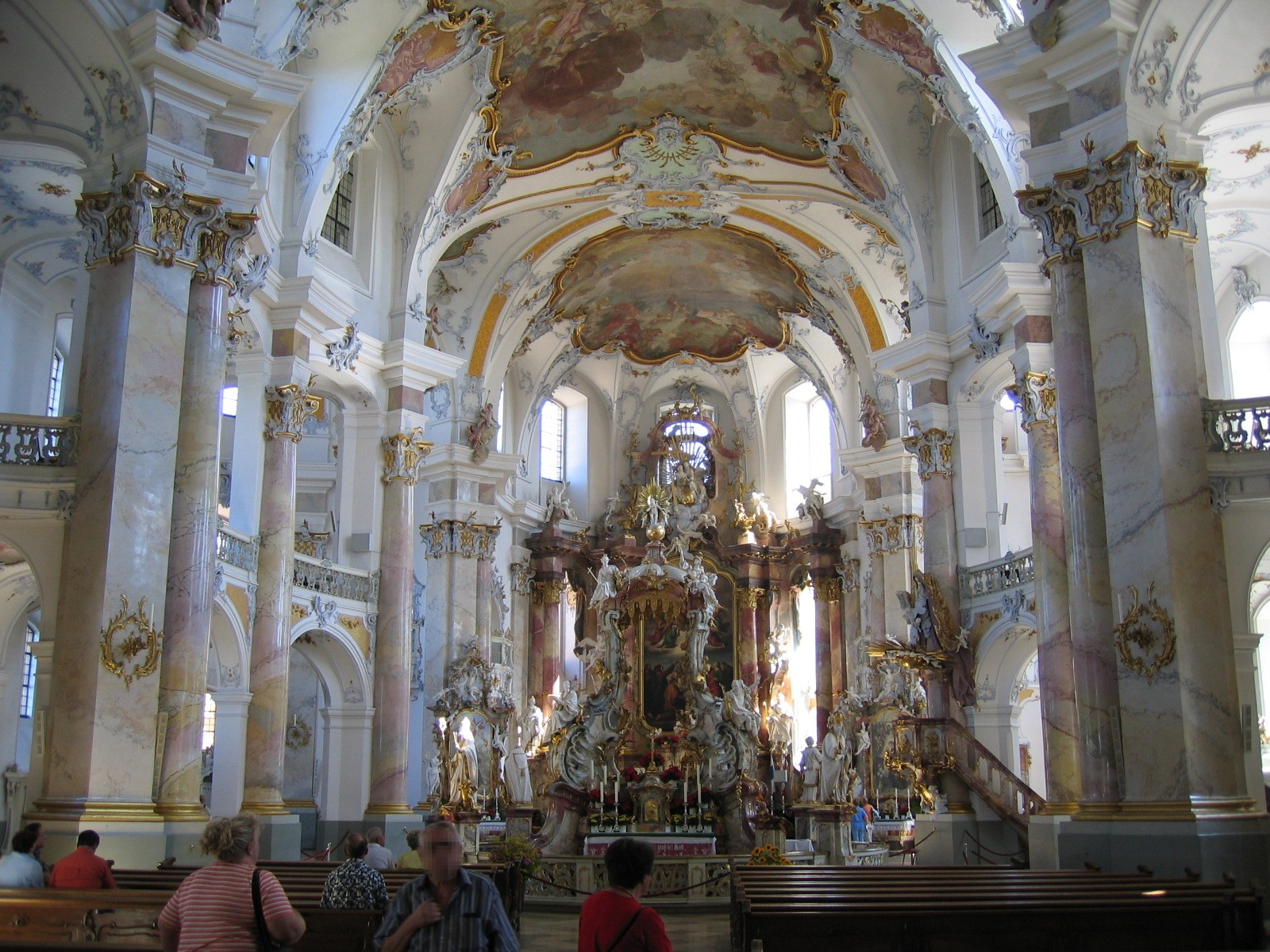
Il fastoso interno.

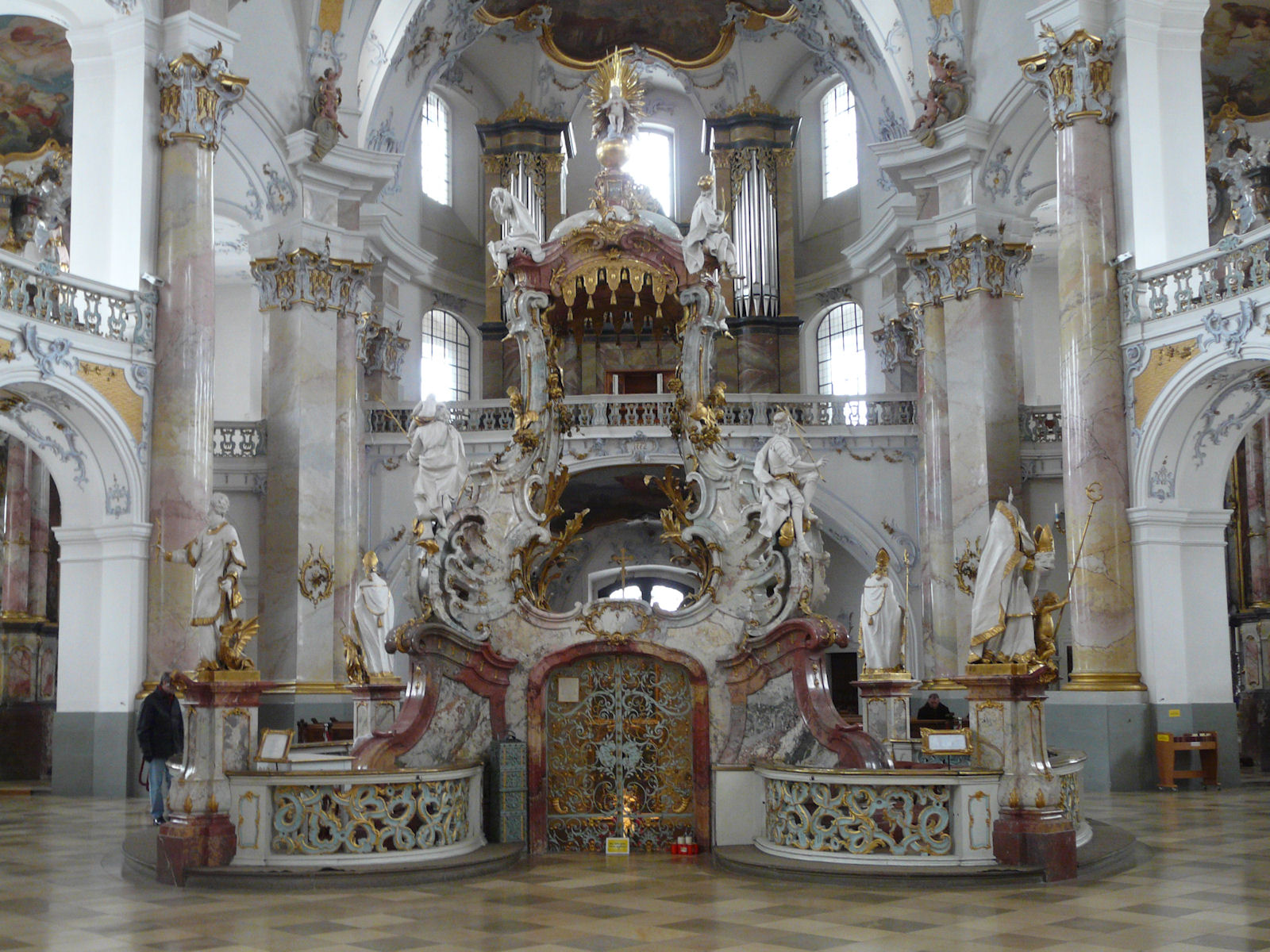
L'altare della Grazia nel 2009

Dopo che il 24 settembre 1445 il Gesù Bambino era apparso al pastorello Hermann Leicht di Langheim, figlio del locatario del podere di Frankental, l'apparizione si ripeté con la comparsa del Bambino circondato da candele accese e il 28 giugno 1446, nello stesso luogo, questa volta comparvero attorno al Bambin Gesù altri quattordici bimbi. Alla richiesta di dire chi fossero da parte del pastorello, essi risposero di essere i  quattordici santi salvatori e chiesero che fosse loro dedicata sul luogo una cappella. Essi apparvero anche ad una giovane gravemente ammalata, portata appositamente colà, e miracolosamente guarita. L'abate del vicino monastero cistercense di Langheim cedette alle insistenze popolari e fece erigere per le esigenze immediate degli imminenti pellegrinaggi una cappella in onore dei Quattordici Santi Salvatori.
I pellegrinaggi seguirono numerosi e dopo la distruzione della cappella nel corso della guerra dei contadini tedeschi (1524 – 1526), vi fu eretta una chiesa nel 1543. La Guerra dei trent'anni provocò nuovamente la distruzione della chiesa. 
L'abate dell'abbazia di Langheim, Stephan Mösinger, ottenne nel 1735 dall'allora vescovo di Bamberga Friedrich Karl von Schönborn l'autorizzazione a sostituire il vecchio santuario con uno nuovo, più rappresentativo. Nel 1742 fu incaricato del progetto il noto architetto Johann Balthasar Neumann e nell'aprile 1743 fu posta la prima pietra del nuovo santuario, la cui costruzione durò fino al 1772.
La prima metà del XIX secolo fu un duro periodo per la Basilica dei Quattordici santi: dopo la secolarizzazione decretata in Baviera nel 1803 i cistercensi, che avevano fino ad allora gestito il Santuario, non solo dovettero lasciare l'abbazia di Langheim, ma anche la prevostura di Vierzehnheiligen. I tesori della chiesa furono svenduti, la pala dell'altare sparì senza lasciare traccia, una parte dell'organo, di grande valore, e le campane furono vendute al miglior offerente; i pellegrinaggi in quel periodo furono vietati sia da parte ecclesiale che da parte dello stato; nel 1835 un fulmine provocò un incendio che colpì l'organo, la capriata del tetto e le due torri; la chiesa andò in rovina. 
Nel 1839 re Ludovico I di Baviera affidò il santuario ai francescani. Essi ripristinarono anche il buono stato della chiesa. Il suo restauro seguì i gusti del suo tempo: le cupole delle torri furono risistemate, il nuovo organo riempì quattro finestre del matroneo ovest e anche in altri dettagli dell'architettura interna furono seguiti i progetti di Neumann.
Nel 1897 papa Leone XIII elevò la chiesa al rango di Basilica minore: seconda chiesa tedesca nel tempo a ottenere tale livello. Nel corso del XX secolo seguirono ulteriori lavori di restauro, effettuati (e terminati) sempre seguendo i progetti di Balthasar Neumann. I francescani gestiscono tuttora il Santuario.

## Statue del santuario

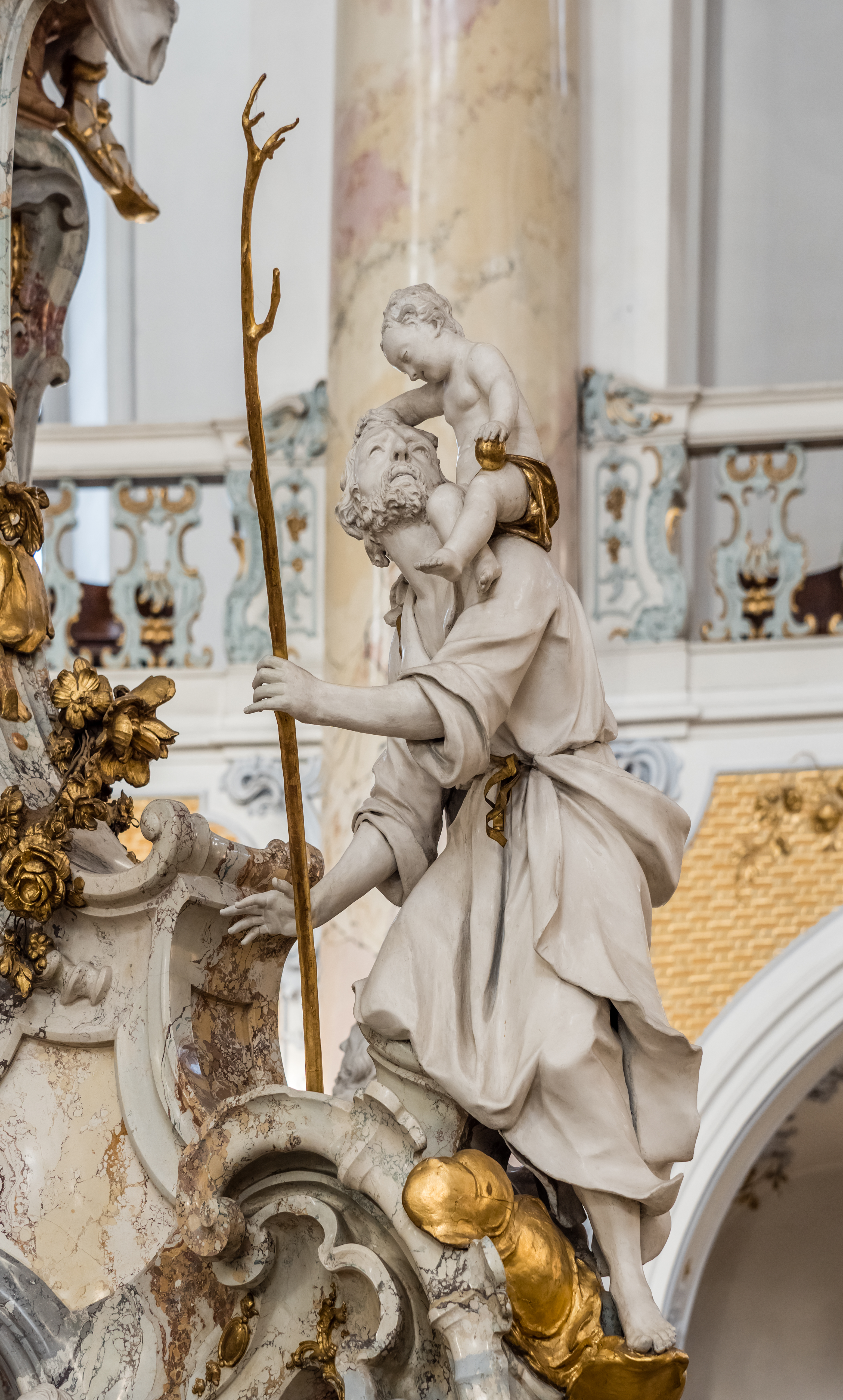
San Cristoforo
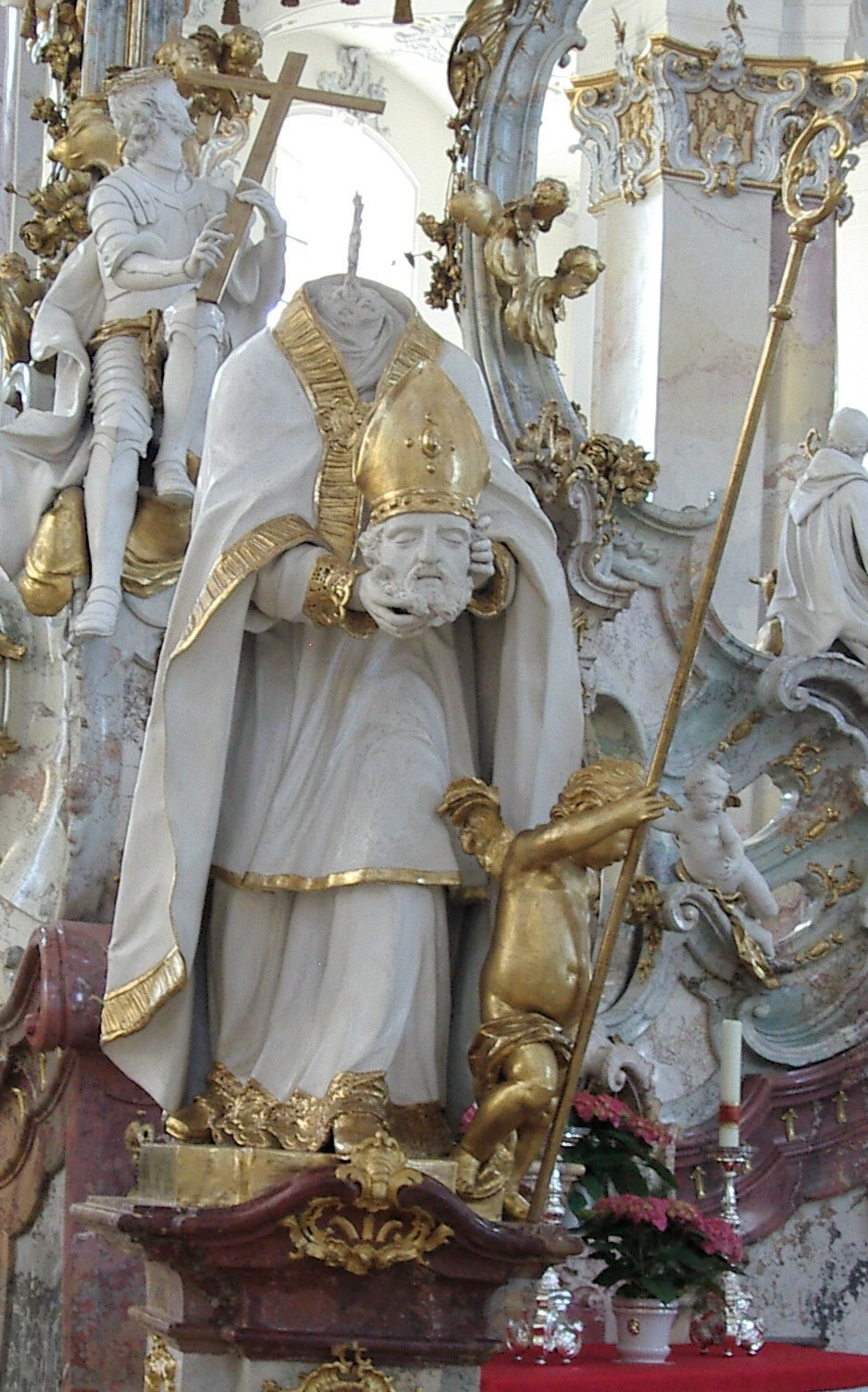
San Dionigi
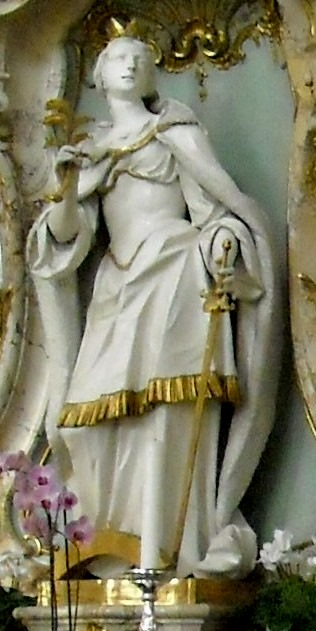
Santa Caterina
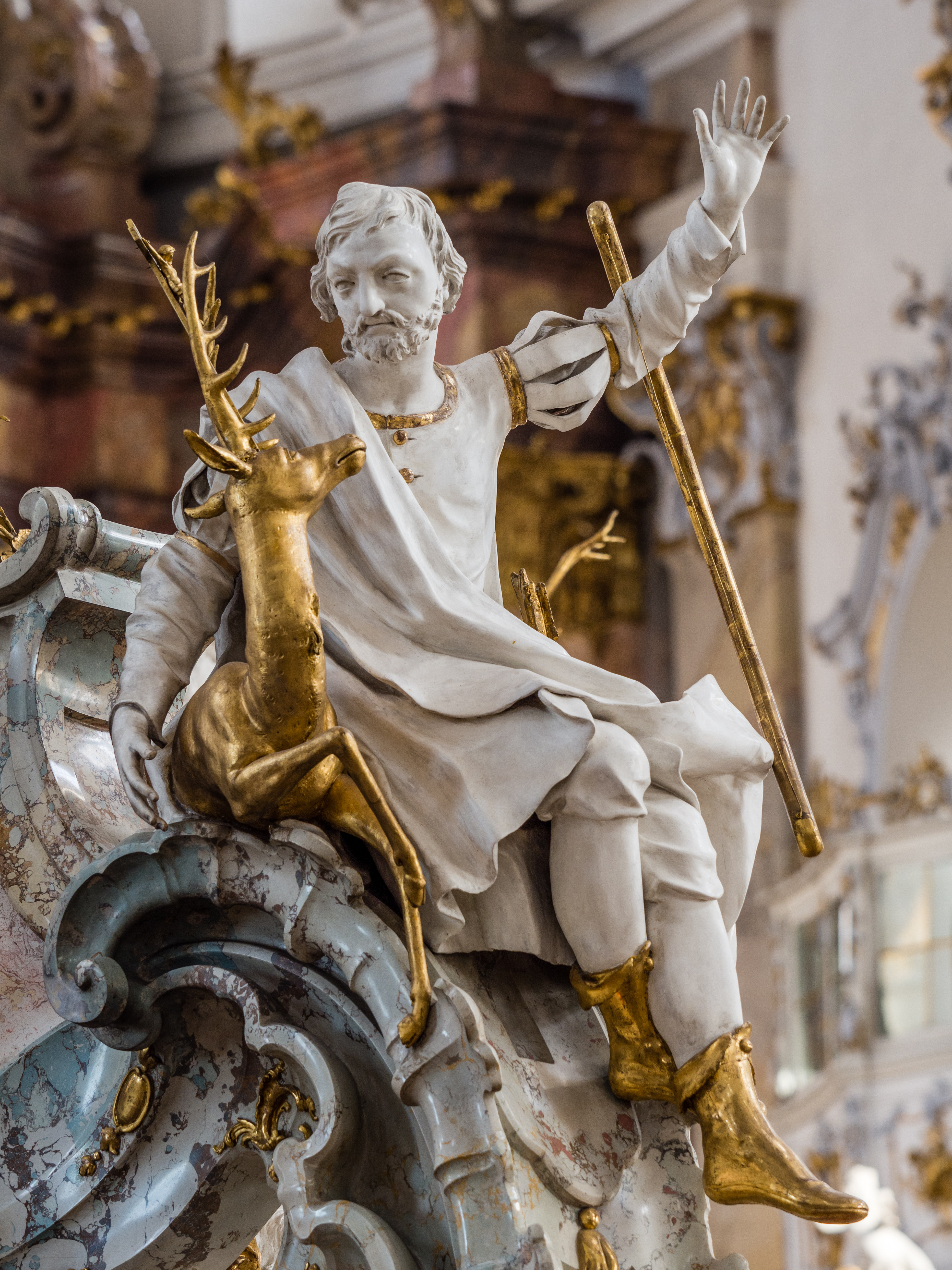
Sant'Eustachio